# Visoko gospostvo Purmerland in Ilpendam

Visoko gospostvo Purmerland in Ilpendam v nizozemski provinci Holandija je bilo ozemlje, ki je obstajalo med letoma 1618 in 1923.

## Zgodovina
Visoko gospostvo Purmerland in Ilpendam (Hoge heerlijkheid Purmerland en Ilpendam) je bilo nasledilo Visoko gospostvo Purmerend, Purmerland in Ilpendam (Hoge heerlijkheid Purmerend, Purmerland en Ilpendam), ki je bila ustanovljeno leta 1572 po nizozemskem uporu proti španskim Habsburžanom z zaplembo Deželnih stanov Holandije, ki so gospoščinske pravice prenesli na Grafelijkheids Rekenkamer van de Domeinen.

### Purmerend, Purmerland in Ilpendam
Leta 1410 je grof Viljem VI. Holandsko-Straubinški svojemu zaupanja vrednemu svetniku, guvernerju in finančniku Viljemu Eggertu dodelil Purmerland (vključno z Ilpendamom) in Purmerend kot visoko svobodno  gospoščino Purmerend in Purmerland "vrijen of hogen heerlijkheid Purmerend en Purmerland". On in njegovi nasledniki so uporabljali naslov gospod (Heer) ali svobodni gospod (Vrijheer) Purmerendski in Purmerlandski oz. Purmerlandski in Ilpendamski. Gospoščina je prišla v plemiško rodbino Egmontskih (1483) prek gradiščanov vitezov Montfoortskih (1439–1481). Med letoma 1487 in 1603 so deli gospoščine sestavljali ozemlje novoustanovljene grofije Egmond. Lamoral I. Egmontski, o katerem je pisal Johann Wolfgang von Goethe v svojem delu Egmont, je vladal med letoma 1540 in 1568. Potem ko so Egmontski zagrešili veleizdajo španskih Habsburžanov, je bilo njihovo celotno premoženje zaplenjeno. Leta 1582 je gospoščina razrezana; Purmerend in kraj Neck sta bila izločena iz pravne celote Purmer gospoščine in vrnjena grofiji Holandiji. Purmerland in Ilpendam sta do leta 1610 ostala pod upravo Grafelijkheids Rekenkamer van de Domeinen, ki je skupaj z Vroedschapen mest Edam in Monnickendam imenovala župane in šefe Purmerlanda in Ilpendama. Med letoma 1610 in 1618 sta bila Purmerland in Ilpendam izključno pod upravo Edama in Monnickendama.

### Purmerland in Ilpendam
Leta 1618 je bil del zaplenjenega premoženja iz rok stečajnih upraviteljev grofov Egmond prodan amsterdamskemu patriciju Volkertu Overlanderju z lokacijama Purmerland in Ilpendam in tako je bilo ustanovljeno novo veliko gospostvo Purmerland in Ilpendam. Overlander je ustanovil novo središče gospostva z gradnjo gradu Ilpenstein nedaleč od Ilpendama leta 1622. Kasneje pride gospostvo po dedovanju v last Franca Banninga Cocqa, pomembnega amsterdamskega regenta, ki se pojavi kot osrednja oseba na Rembrandtovi sliki Nočna straža. Od leta 1678 je Purmerland-Ilpendam pripadal družini De Graeff iz Amsterdama, ki je v zlati dobi igrala pomembno družbeno-politično in kulturno vlogo v Amsterdamu in v Holandiji.
Sredi 18. stoletja je gospostvo Purmerland-Ilpendama obsegalo 1783 hektarjev zemlje.
Ko je bila leta 1795 razglašena Batavska republika, je družina De Graeff večinoma izgubila svoje gospoščinske  pravice iz (svobodnega)gospostva Purmerland in Ilpendam. Purmerland je do leta 1813 ostal sedež samostojnega sodišča, sodnega izvršitelja, skavta in dveh ječarjev, enega civilnega in enega kazenskega. Po ustanovitvi Združenega kraljestva Nizozemske so bile gospoščinske pravice delno obnovljene. Leta 1840 je Purmerland štel 271 prebivalcev, ki so bili razporejeni v 43 hišah. Leta 1870 je družina De Graeff prodala gospostvo Dirku de Jonghu. Imel je znatno manjšane gospoščinske pravice do ukinitve nizozemskih gospostev leta 1923. Leta 1872 je bil grad Ilpenstein porušen.

## Gospodje

### Gospostvo Purmerend, Purmerland in Ilpendam
Rodbina Eggert
| vladanje  | ime           |
| --------- | ------------- |
| 1410-1417 | Viljem Eggert |
| 1417-1420 | Janez Eggert  |

Rodbina Zijlskih
| vladanje  | ime            |
| --------- | -------------- |
| 1420-1421 | Gerrit Zijlski |

Rodbina Wittelsbachi
| vladanje  | ime                       |
| --------- | ------------------------- |
| 1421-1428 | Janez Bavarski nezakonski |

Rodbina Zijlskih
| vladanje  | ime            |
| --------- | -------------- |
| 1428-1439 | Gerrit Zijlski |

Rodbina  Montfoortskih
| vladanje  | ime                     |
| --------- | ----------------------- |
| 1439-1448 | Janez II. Montfoortski  |
| 1448-1459 | Henrik IV. Montfoortski |
| 1459-1481 | Janez III. Montfoortski |

Rodbina Volkestejnskih
| vladanje  | ime                      |
| --------- | ------------------------ |
| 1481-1483 | Vid gospod Volkestejnski |

Rodbina Egmont
| vladanje  | ime                  |
| --------- | -------------------- |
| 1483-1516 | Janez III. Egmontski |
| 1516-1528 | Janez IV. Egmontski  |
| 1528-1541 | Karel Egmontski      |
| 1541-1568 | Lamoral Egmontski    |
| 1568-1582 | Filip Egmontski      |

Deželni stanovi Holandije in Zahodne Frizije
| vladanje  | ime                                       |
| --------- | ----------------------------------------- |
| 1582-1610 | Grafelijkheids Rekenkamer van de Domeinen |

### Gospostvo Purmerland in Ilpendam
Mesti Edam in Monnickendam
| vladanje  | ime |
| --------- | --- |
| 1610-1618 |     |

Družina Overlander (Purmerlandski) - Hooft -Banning Cocq
| vladanje  | ime                             |
| --------- | ------------------------------- |
| 1618-1630 | Volkert Overlander              |
| 1630-1636 | Geertruid Hooft                 |
| 1636-1655 | Franc Banning Cocq              |
| 1655-1678 | Marija Overlander Purmerlandska |

Rodbina DeGraeff
| vladanje  | ime                   |
| --------- | --------------------- |
| 1678-1691 | Catherine Hooft       |
| 1678-1690 | Jakob de Graeff       |
| 1690-1707 | Pieter de Graeff      |
| 1707-1719 | Cornelis de Graeff    |
| 1719-1721 | Gerrit de Graeff      |
| 1721      | Agneta de Graeff      |
| 1721-1752 | Gerrit de Graeff      |
| 1752-1766 | Elizabeth Lestevenon  |
| 1766-1811 | Gerrit II. de Graeff  |
| 1811-1814 | Gerrit III. de Graeff |
| 1814-1870 | Gerrit IV. de Graeff  |

Družina De Jongh
| vladanje       | ime           |
| -------------- | ------------- |
| 1870–1914 (? ) | Dirk de Jongh |

## Spletne povezave
- Iskanje knjig Google: Het heerlijk veer van Ilpendam